# Willem Hendrik Martinus Werker
Willem (Wim) Hendrik Martinus Werker (Utrecht, 6 oktober 1871 - Amsterdam, 23 februari 1938) was een Nederlandse advocaat en vrijdenker.

## Biografie
Werker werd geboren als zoon van boekhouder en chef der Algemene Comptabiliteit bij de Nederlandse Spoorwegen Wilhelmus Martinus Johannes Werker (1842-1927) en Anna Hubertina Beijen (1843-1873). Hij was de halfbroer van Johanna Jacoba Werker, Henriette Magdalena Johanna Werker, Augusta Ernestine Wilhelmina Werker en Maria Magdalena Werker. 
Samen met Clara Wichmann en Cornelia Mathilde Beaujon was hij verantwoordelijk voor de oprichting van het tijdschrift Vrouwen in de twintigste eeuw en de Utrechtse afdeling van De Nederlandsche Bond voor Vrouwenkiesrecht in 1908. Ook waren zij de auteurs van De vrouw, de vrouwenbeweging en het vrouwenvraagstuk.
Daarnaast vervulde Wim diverse functies in de politiek en juridische wereld waaronder als lid van de Eerste Kamer VDB (1935-1937), lid van de Provinciale Staten van Zuid-Holland en Utrecht, lid van de Utrechtse gemeenteraad, wethouder van onderwijs te Utrecht, voorzitter van de Raad van Arbeid te Amsterdam en griffier bij de Centrale Raad van Beroep.

## Privéleven
Op 25 juni 1912 trouwde Willem Hendrik Martinus Werker met Cornelia Mathilde Beaujon. Samen kregen zes kinderen.